# Carlos Knight
Carlos Knight (ur. 22 października 1993 w Columbii) – amerykański aktor.
Znany głównie z roli Owena Reynoldsa z serialu młodzieżowego Nickelodeon – Super ninja. Wystąpił także w innych serialach telewizyjnych jak: Ostry dyżur, Southland i wielu innych.

## Filmografia
- 2011-obecnie: Super ninja jako Owen Reynolds
- 2009: Down for Lie
- 2009: Southland jako Henry Cole (gościnnie)
- 2008: Ostry dyżur jako Zeke
- 2006: Wzór (gościnnie)